# Graziana pupula
Graziana pupula é uma espécie de gastrópode  da família Hydrobiidae.
É endémica de Áustria.